# Große Rüsselschnecke

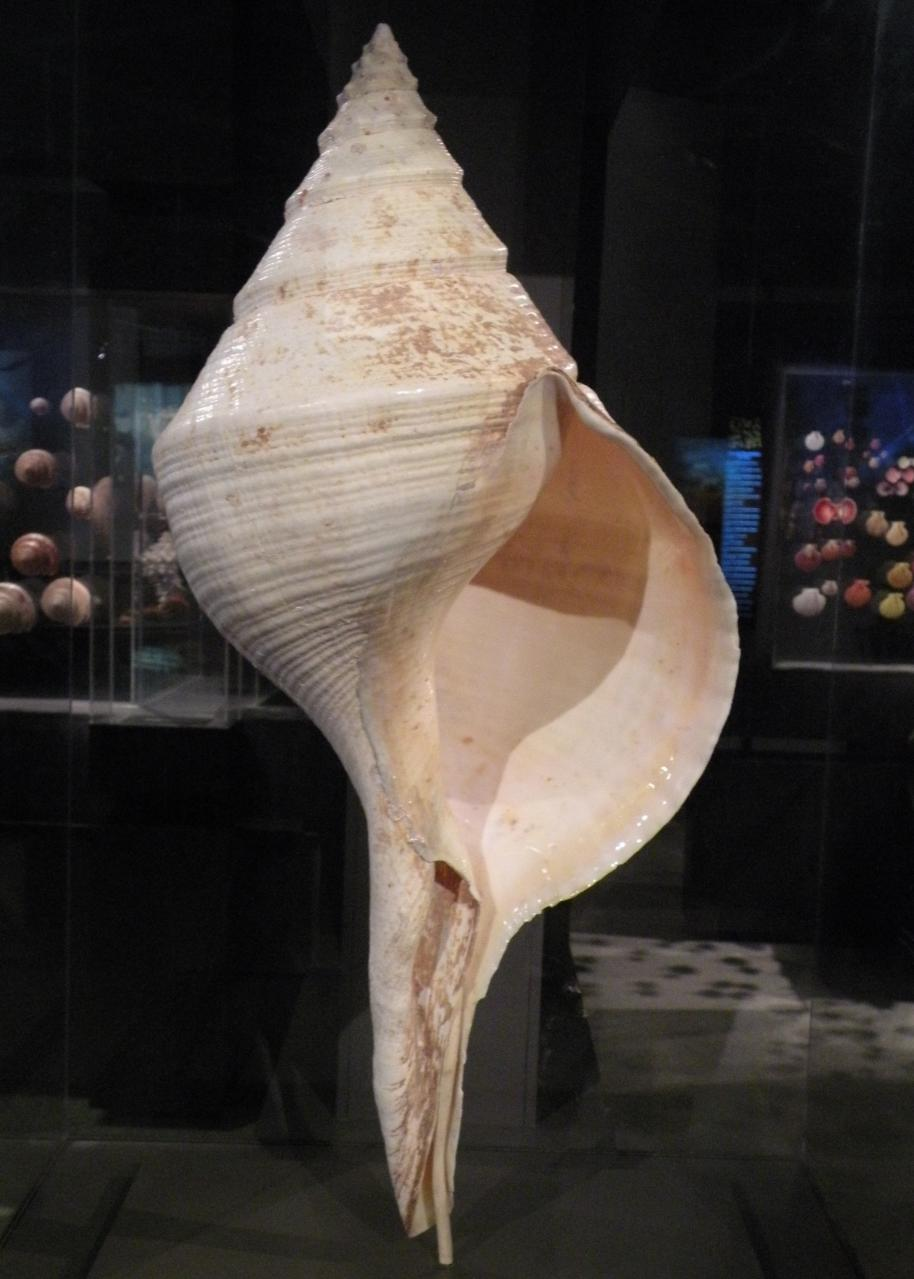
Gehäuse von Syrinx aruanus, Houston Museum of Natural Science

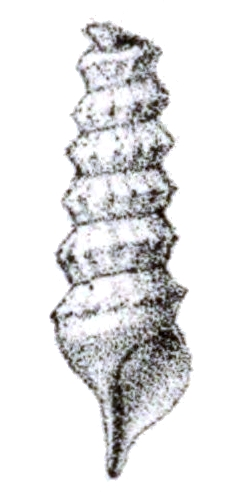
Turmartiges Gehäuse (Protoconch) eines Jungtieres von Syrinx aruanus, George Washington Tryon (1887): Manual of Conchology: Cerithium brazieri

Die Große Rüsselschnecke (Syrinx aruanus) ist eine Schnecke aus der Familie der Turbinellidae, die im Indischen Ozean verbreitet ist, und die einzige Art der Gattung Syrinx. Mit bis über 90 cm Gehäuselänge ist sie die größte Schnecke der Welt. Sie ernährt sich vor allem von großen Vielborstern.

## Merkmale
Das sehr große, rechtsgewundene, spindelförmige Schneckenhaus von Syrinx aruanus, das bei ausgewachsenen Schnecken eine Länge von etwa 60 cm, bisweilen über 90 cm erreicht, hat ein mäßig hohes bis hohes Gewinde und einen langen, dünnen, geraden und offenen Siphonalkanal. Die etwa 5 embryonalen Umgänge am Apex, der etwa 2,5 cm hohe Protoconch, die bei älteren Schnecken meist verloren gehen, sind sehr hoch und turmartig. Die Umgänge des Gewindes sind schräg mit einer gewinkelten, vorspringenden Kante, die in manchen Fällen mit einer Reihe niedriger, rundlicher Knoten besetzt ist, und darüber einer geraden oder ein wenig konkaven, geneigten Oberfläche. Der Körperumgang ist etwas bauchig und an der Basis gewinkelt. Die gesamte Oberfläche des Gehäuses ist mit schraubig verlaufenden Bändern überzogen, von denen einige auf dem Körperumgang etwas rauer wirken. Die weite, eiförmige Gehäusemündung ist innerhalb des äußeren und inneren Randes glatt. Die Columella ist nicht gefaltet. Das Gehäuse hat einen länglichen Nabelschlitz. Das Äußere und Innere des Schneckenhauses ist einfarbig aprikosenfarben bis cremig gelb. Das dicke Periostracum ist braun.
Die Schnecke hat einen langen, dünnen und verlängerbaren Rüssel (Proboscis), mit dem sie bis zu 25 cm tief in die Röhren sedentärer Polychaeten eindringen kann.

## Verbreitung
Die Große Rüsselschnecke ist an den nördlichen Küsten Australiens, an der Südküste Neuguineas und um die Molukken heimisch.

## Lebensraum
Die Große Rüsselschnecke lebt auf sandigem Untergrund in der Gezeitenzone und unterhalb bis in Tiefen von etwa 30 m, wo Röhren bewohnende Polychaeten, die ihre Hauptnahrung bilden, in großer Zahl leben.

## Nahrung
Syrinx aruanus frisst Polychaeten unter anderem der Gattungen Polyodontes (darunter Polyodontes australiensis, Familie Acoetidae), Laoimia (Loimia ingens, Loimia ochracea, Familie Terebellidae) und Diopatra (Onuphidae). Zum einen ist die Schnecke in situ beim Fressen dieser Würmer beobachtet worden, zum anderen sind Setae aus dem Kot der Schnecken untersucht worden. Die von der Schnecke gefressenen Polychaeten erreichen erhebliche Körperlängen, in der Gattung Polyodontes teilweise über einen Meter.

## Lebenszyklus
Wie andere Neuschnecken ist Syrinx aruanus getrenntgeschlechtlich. Das Männchen begattet das Weibchen mit seinem Penis. Das Weibchen befestigt etwa 15 cm große Eibehälter, die aus mehreren Eikapseln bestehen, an Felsen, Molluskenschalen oder Korallen. Die Entwicklung zur Schnecke findet in der Eikapsel statt, so dass fertige Jungschnecken schlüpfen, die ein etwa 2,5 cm großes turmartiges Gehäuse mit 5 Windungen haben. Da es keine pelagischen Veliger-Larven gibt, kann sich die Art nur langsam ausbreiten bzw. durch Überfischung verwüstete Gebiete wiederbesiedeln.

## Bedeutung für den Menschen

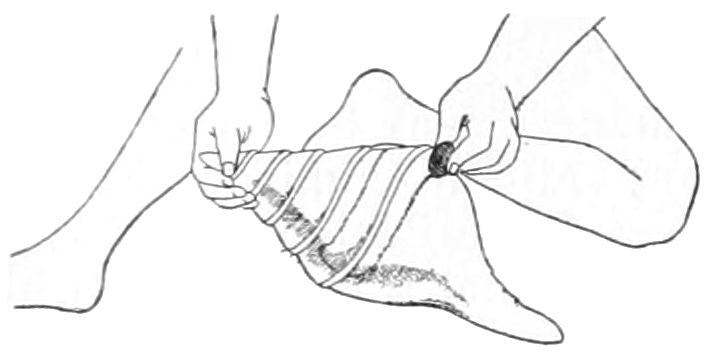
Herstellung eines Nasensteckers aus der Schale von Syrinx aruanus

Syrinx aruanus wird wegen seines Gehäuses gesammelt, das als Schmuck gehandelt wird. Darüber hinaus wird das Fleisch gegessen. Auf Grund von Überfischung haben die Bestände der Schnecke und die durchschnittliche Gehäusegröße in den letzten Jahren abgenommen.
Die Ureinwohner Australiens am Pennefather River in Queensland stellten traditionell aus der Schale von Syrinx aruanus halbmondförmige Nasenstecker für Männer (imina) her. Die Frauen trugen stattdessen Stecker aus Gras. Das Gehäuse musste zur Bearbeitung vorher im Wasser gelegen haben. Verwendet wurde hierfür ein rippenförmiges Stück der Schale neben der Naht am Körperumgang. Das Schneckenhaus dient traditionell auch als Wasserbehälter.

## Systematik
Die Schneckenart ist von Carl von Linné als Murex aruanus beschrieben worden. Der Name der nach heutigem Verständnis monotypischen Gattung Syrinx wird erstmals von Peter Friedrich Röding im Katalog der Conchyliensammlung von Joachim Friedrich Bolten erwähnt, hier allerdings als Gattung Syrinx, die Sprütze, mit 19 Arten (bei Gmelin unter Murex geführt), darunter als erste Art S. Aruana, das Aruansche Horn. Ein weiteres Synonym ist Fusus proboscidiferus, in dessen Namen Jean-Baptiste de Lamarck 1822 den langen Rüssel der Schnecke benennt (die „Rüsseltragende Spindel“). Der etwa 2,5 cm lange, turmartige Protoconch der frisch geschlüpften Schnecken unterscheidet sich so stark vom Haus der adulten Tiere, dass George Washington Tryon 1887 dies für eine eigene Art hielt und unter dem Namen Cerithium brazieri beschrieb.

## Besonderheiten
Mit über 90 cm Gehäuselänge ist die Große Rüsselschnecke die größte bekannte Schnecke der Erde. Ähnliche Körperlängen wie diese von knapp einem Meter erreicht nur noch eine an der kalifornischen Pazifikküste lebende Seehasenart, die Nacktschnecke Aplysia vaccaria.